# HK Sarow
HK Sarow (ros. ХК Саров) – rosyjski klub hokeja na lodzie z siedzibą w Sarowie.
Był klubem farmerskim Torpedo Niżny Nowogród.
Drużyną juniorską była Rakieta występująca w rozgrywkach MHL–B.
Drużyna występowała w rozgrywkach WHL. Po sezonie 2018/2019 została wycofana z ligi, a jej miejsce zajął Torpedo-Gorki.